# Madonna in trono col Bambino e santi
La Madonna in trono col Bambino e santi è un polittico risalente alla metà del XV secolo, più precisamente al 1458, custodito all'interno della chiesa di San Giorgio a Montemerano, frazione del comune di Manciano, in provincia di Grosseto. L'opera è del pittore senese Sano di Pietro, che la realizzò nel pieno della sua maturità artistica.
L'opera, in stile gotico con alcuni influssi rinascimentali (come lo spazio unificato del piano d'appoggio delle figure), è collocata nell'area absidale dietro l'altare maggiore della chiesa. Realizzata su a tempera su tavola con fondo dorato, dotata di predella, l'opera pittorica evidenzia la persistenza di elementi gotici, come nella forma della cornice, con pinnacoli e cuspidi superiori. Il polittico raffigura nel pannello centrale di maggiori dimensioni una Madonna in trono col Bambino, affiancata nei pannelli laterali sinistri da san Pietro e da san Giorgio e in quelli laterali a destra da san Lorenzo e da sant'Antonio da Padova. La predella è decorata da una serie di nove tondi, raffiguranti ciascuno un santo a mezzo busto; altri santi sono invece dipinti nelle tavole superiori e nei cinque tondi sulle cimase: il pannello centrale superiore, che costituisce la parte culminante dell'opera d'arte, raffigura al suo interno il Cristo Redentore benedicente.